# Konrad Heiden
Konrad Heiden (Monaco di Baviera, 7 agosto 1901 – New York, 18 giugno 1966) è stato uno storico e giornalista tedesco della Repubblica di Weimar, noto soprattutto per le sue biografie del dittatore nazista Adolf Hitler.
Scriveva spesso sotto lo pseudonimo di "Klaus Bredow".